# Паппас-Стальяно, Деанна
Деа́нна Мари́ Па́ппас-Сталья́но (англ. DeAnna Marie Pappas-Stagliano; 20 ноября 1981, Мариетта, Джорджия, США) — американская актриса, журналистка, телеведущая, наиболее известна как победительница 11-го сезона реалити-шоу «The Bachelor» (2007).

## Биография
Средний ребёнок в семье из троих детей (брат и сестра — Томас и Крисси Паппас). В возрасте 12 лет потеряла мать, после чего вместе с братом и сестрой переехала к отцу, а впоследствии стала активисткой по борьбе с раком молочной железы, вследствие которого умерла мать.
Окончила Военный колледж Джорджии со степенью в области наук и школу Gaddy’s, получив лицензию агента по недвижимости.
С 22 октября 2011 года замужем за Стивеном Стальяно, с которым она встречалась 2 года до их свадьбы. У супругов двое детей — дочь Эддисон Мари Стальяно (родилась 06 февраля 2014 года) и сын Остин Майкл Стальяно (родился 01 марта 2016 года).
Фильмография:

| Год  |   | Русское название | Оригинальное название | Роль   |
| ---- | - | ---------------- | --------------------- | ------ |
| 2012 | с | Холлистон        | Holliston             | Деанна |